# Stenacidia violacea
Stenacidia violacea är en urinsektsart som först beskrevs av Reuter 1881.  Stenacidia violacea ingår i släktet Stenacidia, och familjen Sminthurididae. Arten är reproducerande i Sverige.